# Cyanameisensäureethylester
Cyanameisensäureethylester ist eine chemische Verbindung, die zu den Carbonsäureestern und Nitrilen zählt. 

## Herstellung
Cyanameisensäureethylester kann durch Reaktion von Ethylchloroformat mit Natriumcyanid hergestellt werden, wobei die Ausbeute jedoch gering ist. Alternativ kann Carbonyldicyanid mit Ethanol umgesetzt werden. Carbonyldicyanid muss jedoch zuerst aus Tetracyanoethylen hergestellt werden, indem dieses mit Wasserstoffperoxid zu Tetracyanothylenoxid epoxidiert wird und dieses mit Dibutylsulfid umgesetzt wird. Eine einfache Synthesemethode mit guter Ausbeute ist die Reaktion von Ethylchloroformat mit Kaliumcyanid in Dichlormethan in Gegenwart von [18]Krone-6.

## Reaktionen
Die Reaktion mit Hydroxylaminen ergibt Nitron-Derivate, die weiter zu diversen Heterocyclen umgesetzt werden können, beispielsweise Imidazolen und Benzimidazolen. Unter Katalyse mit einem N-heterocyclischen Carben können Aldehyde durch Reaktion mit Cyanameisensäureethylester in Kohlensäureester der entsprechenden Cyanhydrine überführt werden. Während die Verbindung meist als Dipolarophil in der Heterocyclen-Synthese wirkt, kann es unter geeigneten Bedingungen auch als Überträger von Cyanogruppen oder Ethoxycarbonylgruppen wirken.